# Ronald Rivest
Profesor Ronald Rivest (Schenectady, SAD ,1947.), američki kripotgraf. 
Profesor je na američkom sveučilištu MIT. Jedan je od tvoraca poznatog RSA algoritma i suosnivač istoimene tvrtke (RSA Data Security) koji je kreirao zajedno s Lenom Adlemanom i Adijem Shamirem. Tvorac je nekoliko poznatih simetričnih algoritama RC2, RC4, RC5 i bio je jedan od suradnika pri kreiranju RC6 algoritma. Kreirao je digest algoritme MD2, MD4, MD5, SHA-1, SHA-2. Dobitnik je Turingove nagrade za 2002. godinu zajedno s Lenom Adlemanom i Adijem Shamirem za rad na RSA algoritmu. 